# CalDAV
 (octobre 2020).
CalDAV (Calendaring Extensions to WebDAV) est une extension à WebDAV définie par l'Internet Engineering Task Force.

## Histoire
Décrit dans la RFC 4791, CalDAV définit un protocole d'édition de calendrier en ligne. Son concurrent, le protocole Web Calendar Access Protocol, définit le partage de fichiers au format iCalendar utilisant WebDAV. CalDAV contrairement à ce dernier, n'est pas un partage de fichiers calendriers, mais d'évènements. Un calendrier est, dans CalDAV, un dossier contenant des évènements, des tâches... Chaque évènement est transmis sous la forme d'un fichier VEVENT, VTASK.
Il est donc possible, contrairement à Web Calendar Access Protocol de manipuler un seul élément sans avoir à échanger l'ensemble du calendrier.
CalDAV regroupe au sein d'un même usage plusieurs extensions à WebDAV : WebDAV ACL pour les droits d'accès. On peut noter que l'élément atomique étant l'évènement, on peut définir des droits différents pour chaque évènement ;  le protocole internet Delta-v définissant un protocole de gestion de version sur WebDAV.
Un calendrier étant un dossier (une collection au sens WebDAV) ne contenant que des éléments de calendrier, CalDAV définit un verbe supplémentaire pour la création d'un calendrier : MKCALENDAR.

## Exemple
Demande HTTP:
```
REPORT /bernard/work/ HTTP/1.1
Host: cal.example.com
Depth: 1
Content-Type: application/xml; charset="
utf-8
"
Content-Length: ....

<?
xml
 version="1.0" encoding="utf-8" ?>
<C:free-busy-query xmlns:C="
urn:ietf:params:xml:ns:caldav
">
<C:time-range start="20060104T140000Z" end="20060105T220000Z"/>
</C:free-busy-query>
```

Réponse HTTP:
```
HTTP/1.1 200 OK
Date: Sat, 11 Nov 2006 09:32:12 GMT
Content-Type: text/calendar
Content-Length: ....

BEGIN:VCALENDAR
VERSION:2.0
PRODID:-//Example Corp.//CalDAV Server//EN
BEGIN:VFREEBUSY
DTSTAMP:20050125T090000Z
DTSTART:20060104T140000Z
DTEND:20060105T220000Z
FREEBUSY;FBTYPE=BUSY-TENTATIVE:20060104T150000Z/PT1H
FREEBUSY:20060104T190000Z/PT1H
END:VFREEBUSY
END:VCALENDAR
```

## Logiciel

### Client
La liste de clients CalDAV comprend :
- DAVx⁵ pour Android, permet de synchroniser les agendas entre les serveurs et les clients (Logiciel Open Source)
- Simple-Calendar pour Android, calendrier (Logiciel Open Source)
- OpenTasks pour Android, gestionnaire de tâches (Logiciel Open Source)
- CalDAV Tasksync for Android
- CalDAV-Sync for Android
- CalendarSync for Android
- AgenDAV (Client web CalDAV open source et multilangage avec une interface AJAX)
- iPhone (version 3.0 ou version 2.1 avec calendrier a distance)
- Atmail (Depuis la version 6.0)
- CalDavZAP (Base sur HTML5 / Application JavaScript, Open source)
- EVO Collaborator for Outlook Ajouter la possibilite de synchroniser via CalDAV a Outlook
- Evolution (Linux, Unix, Windows)
- Horde Groupware
- Korganizer (Application calendrier de KDE)
- Mailfence
- Thunderbird avec le module Lightning, calendrier et gestionnaire de tâches (Licence libre, compatible GNU/Linux, Microsoft Windows, Unix, MacOS)
- eM Client (Windows)
- iCal4OL (Plus disponible pour les nouveaux clients)
- iCal (Depuis Mac OS X v10.5)
- iCal Import/Export CalDAV por Android
- Windows 10[2]

### Serveur
La liste de serveurs CalDAV comprend :
- Apple Darwin Calendar Server
- Atmail (Depuis la version 6.0)
- Bedework (ehemals UWCalendar)
- Bynari Collaboration Suite
- Chandler (PIM)|Chandler Server (Cosmo)
- CommuniGate Pro Depuis la version 5.2
- DAViCal
- DPCalendar
- DavMail
- Daylite CalDAV Server
- Dingo Calendar Server
- EGroupware Depuis la version 1.6
- EVO Mail Server
- Fabasoft Folio Cloud
- Google Calendar
- Horde Groupware
- Icewarp-E-Mail-Server Depuis la version 8.x
- Kerio Connect
- MailEnable (serveur de mails)
- Mailfence
- Nextcloud (via Calendar)
- Open-Xchange
- Oracle Beehive
- Oracle Communications Calendar Server
- Radicale (CalDAV)
- SOGo
- SabreDAV
- Scalix
- Sun Java Calendar Server
- Synovel CollabSuite
- Yahoo Calender
- Zarafa Depuis la version 6.30.0
- Zimbra Depuis la version 4.5
- mod_caldav
- ownCloud (via SabreDAV)
- sync!Egw